# North Staffordshire Railway
A North Staffordshire Railway (NSR) foi uma empresa ferroviária britânica criada em 1845 para promover uma série de linhas Stoke-on-Trent e zonas circundantes, em Staffordshire, Cheshire, Derbyshire e Shropshire.
A companhia estava sediada em Stoke-on-Trent, e foi apelidada de "The Knotty" (em português, algo como "complicada" ou "intrincada"); suas linhas foram construídas com a bitola padrão de 1.435 mm. As principais vias foram construídas entre 1846 e 1852 e operavam de Macclesfield para Norton Bridge, ao norte de Stafford, e de Crewe à Egginton Junction, a oeste de Derby. Além de possuir conexões com outras companhias ferroviárias, principalmente com a London and North Western Railway (LNWR), a empresa operava uma rede de linhas menores, embora nunca a quilometragem total da rota da companhia tenha ultrapassado 355,7 quilômetros (221 milhas). A maioria do tráfego de passageiros era local, embora uma série de serviços da LNWR de Manchester a Londres foram operados via Stoke. O tráfego de mercadorias era principalmente constituído por carvão e outros minerais, mas a linha também levou a grande maioria dos produtos de porcelana e outras cerâmicas fabricadas na Inglaterra.
Como a NSR foi cercada por outras companhias ferroviárias de maior dimensão, no século XIX houve várias tentativas de outras companhias ou propostas dos acionistas da NSR de realizar fusões com outras empresas. Nenhuma destas chegaram a ser concretizadas e a NSR permaneceu como companhia independente até 1923, quando se tornou parte da London, Midland and Scottish Railway.

## Pessoas importantes
| Nome                            | Período no cargo |
| ------------------------------- | ---------------- |
| Presidentes                     |                  |
| John Lewis Ricardo              | 1845–1855        |
| Thomas Broderick                | 1855             |
| John Lewis Ricardo              | 1855–1862        |
| Thomas Broderick                | 1862–1865        |
| Charles Pearson                 | 1865–1874        |
| Colin Minton Campbell           | 1874–1883        |
| Sir Thomas Salt                 | 1883–1904        |
| Tonman Mosley                   | 1904–1923        |
| Gerentes gerais                 |                  |
| Samuel Bidder                   | 1847–1853        |
| James Forsyth                   | 1853–1863        |
| Percy Morris                    | 1863–1876        |
| Martin Smith                    | 1876–1882        |
| William Phillipps               | 1882–1919        |
| F A Lowry Barnwell              | 1919–1923        |
| Engenheiros                     |                  |
| Samuel Bidder                   | 1845–1848        |
| James Forsyth                   | 1848–1865        |
| James Johnson                   | 1865–1870        |
| Thomas Dodds                    | 1870–1874        |
| Superintendentes de locomotivas |                  |
| Thomas Angus                    | 1874–1875        |
| Charles Clare                   | 1875–1882        |
| Luke Longbottom                 | 1882–1902        |
| John Adams                      | 1902–1915        |
| John Hookham                    | 1915–1923        |